# Audi RS4
Audi RS4 er den stærkeste model i Audi A4-serien.

## B5 (2000−2001)

### Specifikationer
|                         | RS4 B5 (2000−2001)          |
| ----------------------- | --------------------------- |
| Motortype               | DOHC 30V V6-motor           |
| Motorkode               | ASJ / AZR                   |
| Slagvolume              | 2,7 L (2671 cm³)            |
| Effekt / omdr.          | 280 kW (381 hk) / 6100−7000 |
| Drejningsmoment / omdr. | 440 Nm / 2500−6000          |

## B7 (2006−2008)

### Specifikationer
|                         | RS4 B7 (2006−2008)     |
| ----------------------- | ---------------------- |
| Motortype               | DOHC 32V FSI V8-motor  |
| Motorkode               | BNS                    |
| Slagvolume              | 4,2 L (4163 cm³)       |
| Effekt / omdr.          | 309 kW (420 hk) / 7800 |
| Drejningsmoment / omdr. | 430 Nm / 5500          |

- Wikimedia Commons har flere filer relateret til Audi RS4

| Stub | Spire Denne bilrelaterede artikel er en spire som bør udbygges. Du er velkommen til at hjælpe Wikipedia ved at udvide den. |